# 三幸町 (浜松市)
三幸町（みゆきちょう）は静岡県浜松市中央区の町名。丁番を持たない単独町名である。住居表示未実施。

## 地理

### 河川
- 和地大谷川

### 学区
小学校・中学校の学区は以下の通りである。
- 浜松市立豊岡小学校
- 浜松市立三方原中学校

## 歴史

### 町名の由来
開拓当初、平手塚・千代田・瑞穂の3地区があった。3つの地区が将来幸せになってほしいとの思いで、1955年に三幸町と命名された。

### 沿革
- 1880年（明治13年） - 敷知郡三方原村ができる。
- 1896年（明治29年）4月1日 - 郡制の施行により、三方原村の所属郡が浜名郡に変更となる。
- 1954年（昭和29年）7月1日 - 三方原村が浜松市に編入される。旧村域は大字三方原となった[書籍 2]。
- 1955年（昭和30年）10月20日 - 大字三方原の一部より分離し、三幸町が新設される[書籍 3]。
- 2007年（平成19年）4月1日 - 浜松市が政令指定都市となる。三幸町は北区の一部となる。警察署の管轄が浜北警察署から細江警察署に変更となる。
- 2024年（令和6年）
  - 1月1日 - 浜松市の行政区再編により、町は中央区の一部となる。消防署の管轄が北消防署から中消防署となる。
  - 4月1日 - 警察署の管轄が細江警察署から浜松中央警察署となる[WEB 8]。

## 施設
- 社会福祉法人たんぽぽ会はらっぱ保育園
- 学校法人清徳学園浜松啓陽高等学校
- マム肉市場テクノ店
- ENEOS EneJet 浜松三幸北SS（遠鉄石油（遠鉄グループ）が運営）
- セブン-イレブン浜松三幸町店

## 交通

### バス
- 遠鉄バス - 都田口停留所は自転車駐輪場を併設している。
  - 46・46-テ都田線、100浜北医大三方原聖隷線：（浜松駅／浜北駅 方面 - ）三幸町 - 都田口南 - 都田口（都田／聖隷三方原病院 方面）
  - 56萩丘都田線：（浜松駅 方面 - ）三方原開拓 - 大原南 - 大原 - 啓陽高校入口（ - 都田・フルーツパーク 方面）

### 道路
- 静岡県道391号細江浜北線
- 浜松市道東三方都田線（都田テクノロード）
- 浜松市道萩丘都田線（もくれん通り）

## その他

### 警察
警察の管轄区域は以下の通りである。
| 番・番地等 | 警察署         | 交番・駐在所 |
| ---------- | -------------- | ------------ |
| 全域       | 浜松中央警察署 | 三方原北交番 |

### 消防
消防の管轄区域は以下の通りである。
| 番・番地等 | 消防署   | 本署/出張所  |
| ---------- | -------- | ------------ |
| 全域       | 中消防署 | 曳馬野出張所 |

### 書籍
1. ↑  『わがまち文化誌 三方原 -赤土・台地・古戦場-』浜松市三方原公民館、1994年2月14日、335頁。
2. ↑  『わがまち文化誌 三方原 -赤土・台地・古戦場-』浜松市三方原公民館、1994年2月14日、333頁。
3. ↑  『わがまち文化誌 三方原 -赤土・台地・古戦場-』浜松市三方原公民館、1994年2月14日、340頁。

### WEB
1. ↑  “h02_22.csv”.   総務省 (2022年2月10日). 2024年6月25日閲覧。
2. ↑  “chuouku_menseki.xlsx”.   浜松市 (2024年3月12日). 2024年6月25日閲覧。
3. ↑  “静岡県 浜松市中央区 三幸町の郵便番号 - 日本郵便”.   日本郵便. 2025年2月15日閲覧。
4. ↑  “市外局番の一覧”.   総務省 (2022年3月1日). 2024年6月25日閲覧。
5. ↑  “事業所案内及び管轄地域（事務所3件、分室3件）”.   一般社団法人静岡県自動車会議所. 2024年6月25日閲覧。
6. ↑  “住居表示実施状況”.   浜松市 (2024年1月4日). 2024年6月25日閲覧。
7. ↑  “学校名から探す／浜松市”.   浜松市 (2024年1月1日). 2024年6月25日閲覧。
8. ↑  “kankatsukuiki_henko.pdf”.   静岡県警察 (2024年1月22日). 2024年6月25日閲覧。
9. ↑  “交番｜静岡県警察”.   静岡県警察 (2024年1月1日). 2024年6月25日閲覧。
10. ↑  “消防署の町別管轄「み」／浜松市”.   浜松市 (2024年3月21日). 2024年6月25日閲覧。